# Terra (film)
Terra è un film muto italiano del 1920 diretto da Eugenio Testa.